# Megatriorchis doriae
Megatriorchis doriae (tên tiếng Anh: Doria's goshawk hoặc Doria's hawk) là một loài chim trong họ Accipitridae.
Đây là loài đặc hữu của những khu rừng nhiệt đới đất thấp tại New Guinea và đảo Batanta (ngoài khơi Tây New Guinea). Chế độ ăn của nó chủ yếu gồm các loài chim khác (như chim thiên đường nhỏ) và động vật có vú nhỏ.